# Rumah Kampung
Rumah Kampung is een bestuurslaag in het regentschap Aceh Tenggara van de provincie Atjeh, Indonesië. Rumah Kampung telt 404 inwoners (volkstelling 2010).